# Olympische Sommerspiele 1956/Ringen – Griechisch-römischer Stil Weltergewicht (Männer)
Das griechisch-römische Ringen im Weltergewicht bei den Olympischen Sommerspielen 1956 wurde vom 3. bis 6. Dezember in der Royal Exhibition Building ausgetragen. Pro Nation durfte maximal ein Athlet antreten. Die Gewichtsklasse war auf 73 kg begrenzt.
Der Wettbewerb wurde nach einem Ausscheidungssystem mit Minuspunkten ausgetragen. In jeder Runde hatte jeder Athlet einen Kampf. Bei ungerader Anzahl an Athleten, hatte ein Athlet ein Freilos. Der Verlierer eines Kampfes erhielt 3 Minuspunkte, wenn er durch einen Schultersieg seines Gegner unterlag oder mit 0:3 Punkten den Kampf verlor. Zwei Minuspunkte erhielt der Athlet bei einer Niederlage von 1:2 Punkten. Der Sieger erhielt einen Minuspunkt, wenn er nach Punkten gewann, und 0 Minuspunkte, wenn der Sieg durch Schultersieg erfolgte. Am Ende jeder Runde wurde jeder Athlet mit mehr als 4 Minuspunkten eliminiert.

## Zeitplan
| Datum            | Runde                      |
| ---------------- | -------------------------- |
| 3. Dezember 1956 | Runde 1                    |
| 4. Dezember 1956 | Runde 2                    |
| 5. Dezember 1956 | Runde 3                    |
| 6. Dezember 1956 | Runde 4 Runde 5 Finalrunde |

## Ergebnisse

### Runde 1
| Sieger            | Nation             | Art des Sieges          | Verlierer       | Nation     |
| ----------------- | ------------------ | ----------------------- | --------------- | ---------- |
| Mithat Bayrak     | Türkei             | Punkteentscheidung, 2–1 | Miklós Szilvásy | Ungarn     |
| Mitko Petkov      | Bulgarien          | Punkteentscheidung, 3:0 | Oddvar Vargset  | Norwegen   |
| Siegfried Schäfer | Deutschland        | Schultersieg            | Fred Murphy     | Australien |
| Wladimir Manejew  | Sowjetunion        | Punkteentscheidung, 3:0 | Veikko Rantanen | Finnland   |
| Per Berlin        | Schweden           | Schultersieg            | Ernst Wandaller | Österreich |
| Jay Holt          | Vereinigte Staaten | Freilos                 |                 |            |

Oddvar Vargset zog nach der Niederlage seine Teilnahme zurück.
| Rang | Athlet            | Nation             | Minuspunkte |
| ---- | ----------------- | ------------------ | ----------- |
| 1    | Per Berlin        | Schweden           | 0           |
| 1    | Jay Holt          | Vereinigte Staaten | 0           |
| 1    | Siegfried Schäfer | Deutschland        | 0           |
| 4    | Mithat Bayrak     | Türkei             | 1           |
| 4    | Wladimir Manejew  | Sowjetunion        | 1           |
| 4    | Mitko Petkow      | Bulgarien          | 1           |
| 7    | Frederick Murphy  | Australien         | 3           |
| 7    | Veikko Rantanen   | Finnland           | 3           |
| 7    | Miklós Szilvási   | Ungarn             | 3           |
| 7    | Ernst Wandaller   | Österreich         | 3           |
| 11   | Oddvar Vargset    | Norwegen           | 3*          |

### Runde 2
| Sieger           | Nation      | Art des Sieges                         | Verlierer         | Nation             |
| ---------------- | ----------- | -------------------------------------- | ----------------- | ------------------ |
| Miklós Szilvási  | Ungarn      | Punkteentscheidung, 3:0                | Jay Holt          | Vereinigte Staaten |
| Mithat Bayrak    | Türkei      | Rückzug wegen Verletzung nach 8:15 min | Mitko Petkow      | Bulgarien          |
| Veikko Rantanen  | Finnland    | Punkteentscheidung, 3:0                | Siegfried Schäfer | Deutschland        |
| Per Berlin       | Schweden    | Schultersieg                           | Fred Murphy       | Australien         |
| Wladimir Manejew | Sowjetunion | Schultersieg                           | Ernst Wandaller   | Österreich         |

| Rang | Athlet            | Nation             | Minuspunkte |
| ---- | ----------------- | ------------------ | ----------- |
| 1    | Per Berlin        | Schweden           | 0           |
| 2    | Mithat Bayrak     | Türkei             | 1           |
| 2    | Wladimir Manejew  | Sowjetunion        | 1           |
| 4    | Jay Holt          | Vereinigte Staaten | 3           |
| 4    | Siegfried Schäfer | Deutschland        | 3           |
| 6    | Veikko Rantanen   | Finnland           | 4           |
| 6    | Miklós Szilvási   | Ungarn             | 4           |
| 8    | Mitko Petkow      | Bulgarien          | 4*          |
| 9    | Frederick Murphy  | Australien         | 6           |
| 9    | Ernst Wandaller   | Österreich         | 6           |

### Runde 3
| Sieger           | Nation      | Art des Sieges          | Verlierer         | Nation             |
| ---------------- | ----------- | ----------------------- | ----------------- | ------------------ |
| Mithat Bayrak    | Türkei      | Punkteentscheidung, 3:0 | Jay Holt          | Vereinigte Staaten |
| Veikko Rantanen  | Finnland    | Punkteentscheidung, 3:0 | Miklós Szilvási   | Ungarn             |
| Wladimir Manejew | Sowjetunion | Punkteentscheidung, 2–1 | Siegfried Schäfer | Deutschland        |
| Per Berlin       | Schweden    | Freilos                 |                   |                    |

| Rang | Athlet            | Nation             | Minuspunkte |
| ---- | ----------------- | ------------------ | ----------- |
| 1    | Per Berlin        | Schweden           | 0           |
| 2    | Mithat Bayrak     | Türkei             | 2           |
| 2    | Wladimir Manejew  | Sowjetunion        | 2           |
| 4    | Veikko Rantanen   | Finnland           | 5           |
| 5    | Siegfried Schäfer | Deutschland        | 6           |
| 5    | Jay Holt          | Vereinigte Staaten | 6           |
| 7    | Miklós Szilvási   | Ungarn             | 7           |

### Finalrunde
| Sieger           | Nation      | Art des Sieges          | Verlierer        | Nation      |
| ---------------- | ----------- | ----------------------- | ---------------- | ----------- |
| Mithat Bayrak    | Türkei      | Punkteentscheidung, 3:0 | Per Berlin       | Schweden    |
| Wladimir Manejew | Sowjetunion | Punkteentscheidung, 3:0 | Per Berlin       | Schweden    |
| Mithat Bayrak    | Türkei      | Punkteentscheidung, 3:0 | Vladimir Maneyev | Sowjetunion |

| Rang | Athlet           | Nation      | Siege | Niederlagen |
| ---- | ---------------- | ----------- | ----- | ----------- |
| 1    | Mithat Bayrak    | Türkei      | 2     | 0           |
| 2    | Wladimir Manejew | Sowjetunion | 1     | 1           |
| 3    | Per Berlin       | Schweden    | 0     | 2           |